# مسیل عبدل‌آباد
مسیل عبدل‌آباد مسیلی در تهران است، بین رودخانه درکه و رودخانه کن است. این مسیل دارای رود فصلی کوچکی در شرق فرحزاد و غرب درکه است که آب آن پس از عبور از سعادت آباد و کوی مکانیر به رودخانه درکه می‌ریزد. آب این مسیل در شاخه شرقی رودخانه کرج کاملاً خشک می‌شود. غیر از مسیل عبدلآباد، میان رود درکه و رود کن مسیلهای پرشماری وجود داشتهاند که بیشتر آنها در تسطیح زمین برای مناطق مسکونی نابود شدهاند و هنگام بارندگی شدید بهاری، جویها، خیابانها و پیادهروها، خصوصاً خیابانهای شرقی-غربی که دارای شیب مناسب نیستند، نقش مسیل را برعهده می‌گیرند.